# Dominikanska republiken i olympiska sommarspelen 2012
Dominikanska republiken deltog i de olympiska sommarspelen 2012 som ägde rum i London i Storbritannien mellan den 27 juli och den 12 augusti 2012.

## Medaljörer
| Medalj | Namn            | Sport     | Gren                 |
| ------ | --------------- | --------- | -------------------- |
| Guld   | Felix Sánchez   | Friidrott | Herrarnas 400 m häck |
| Silver | Luguelín Santos | Friidrott | Herrarnas 400 m      |

## Bordtennis
Herrar
| Spelare | Gren       | Inledande omgång     | Runda 1              | Runda 2              | Runda 3              | Runda 4              | Kvartsfinal          | Semifinal            | Final                | Final            |
| Spelare | Gren       | Motståndare Resultat | Motståndare Resultat | Motståndare Resultat | Motståndare Resultat | Motståndare Resultat | Motståndare Resultat | Motståndare Resultat | Motståndare Resultat | Placering        |
| ------- | ---------- | -------------------- | -------------------- | -------------------- | -------------------- | -------------------- | -------------------- | -------------------- | -------------------- | ---------------- |
| Lin Ju  | Herrsingel | bye                  | S-N Kim (PRK) W 4–3  | Freitas (POR) L 0–4  | Gick inte vidare     | Gick inte vidare     | Gick inte vidare     | Gick inte vidare     | Gick inte vidare     | Gick inte vidare |

## Boxning
Herrar
| Boxare              | Gren       | Sextondelsfinal        | Åttondelsfinal          | Kvartsfinal          | Semifinal            | Final                | Final            |
| Boxare              | Gren       | Motståndare Resultat   | Motståndare Resultat    | Motståndare Resultat | Motståndare Resultat | Motståndare Resultat | Placering        |
| ------------------- | ---------- | ---------------------- | ----------------------- | -------------------- | -------------------- | -------------------- | ---------------- |
| William Encarnación | Bantamvikt | Lemboumba (GAB) W 15–6 | Ouadahi (ALG) L 10–16   | Gick inte vidare     | Gick inte vidare     | Gick inte vidare     | Gick inte vidare |
| Wellington Arias    | Lättvikt   | Marriaga (COL) W 17–8  | Lomatjenko (UKR) L 3–15 | Gick inte vidare     | Gick inte vidare     | Gick inte vidare     | Gick inte vidare |
| Junior Castillo     | Mellanvikt | Ogogo (GBR) L 6–13     | Gick inte vidare        | Gick inte vidare     | Gick inte vidare     | Gick inte vidare     | Gick inte vidare |

## Friidrott
Förkortningar
- Notera – Placeringar gäller endast den tävlandes eget heat
- Q = Kvalificerade sig till nästa omgång via placering
- q = Kvalificerade sig på tid eller, i fältgrenarna, på placering utan att ha nått kvalgränsen
- NR = Nationellt rekord
- N/A = Omgången inte möjlig i grenen
- Bye = Idrottaren behövde inte delta i omgången

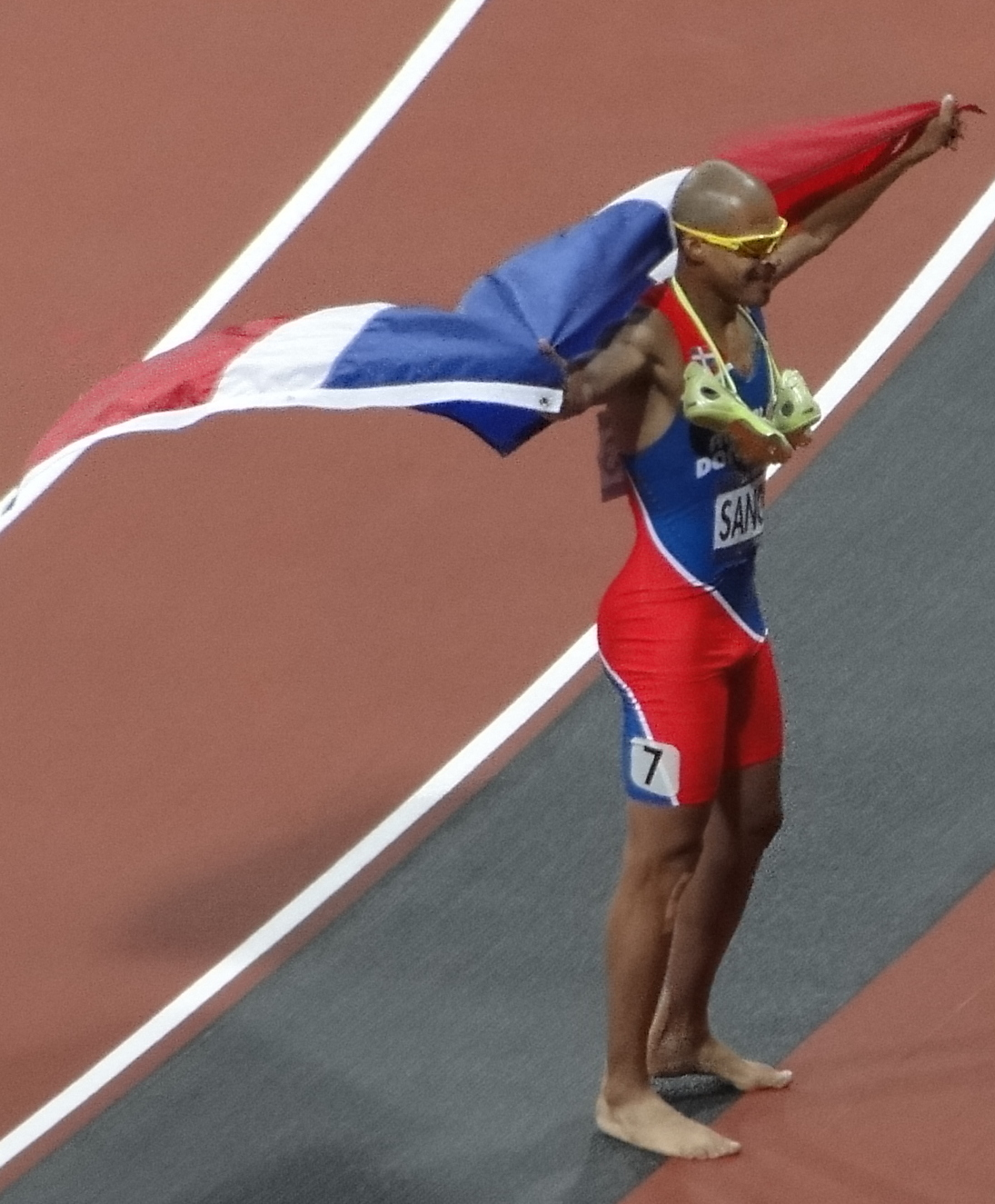
Félix Sánchez i London-OS 2012

Herrar
Bana och väg
| Idrottare                                                                             | Gren       | Heat     | Heat      | Semifinal        | Semifinal        | Final            | Final            |
| Idrottare                                                                             | Gren       | Resultat | Placering | Resultat         | Placering        | Resultat         | Placering        |
| ------------------------------------------------------------------------------------- | ---------- | -------- | --------- | ---------------- | ---------------- | ---------------- | ---------------- |
| Winder Cuevas                                                                         | 400 m häck | 50.15 SB | 6         | Gick inte vidare | Gick inte vidare | Gick inte vidare | Gick inte vidare |
| Carlos Jorge                                                                          | 200 m      | 21.02    | 6         | Gick inte vidare | Gick inte vidare | Gick inte vidare | Gick inte vidare |
| Felix Sánchez                                                                         | 400 m häck | 49.24    | 1 Q       | 47.76 SB         | 1 Q              | 47.63 SB         | 1                |
| Luguelín Santos                                                                       | 400 m      | 45.04    | 1 Q       | 44.78            | 1 Q              | 44.46            | 2                |
| Gustavo Cuesta Joel Mejía Arismendy Peguero Felix Sánchez Luguelín Santos Yon Soriano | 4 x 400 m  | DSQ      | DSQ       | i.u.             | i.u.             | Gick inte vidare | Gick inte vidare |

Damer
Bana och väg
| Idrottare       | Gren       | Heat     | Heat      | Semifinal        | Semifinal        | Final            | Final            |
| Idrottare       | Gren       | Resultat | Placering | Resultat         | Placering        | Resultat         | Placering        |
| --------------- | ---------- | -------- | --------- | ---------------- | ---------------- | ---------------- | ---------------- |
| Lavonne Idlette | 100 m häck | 13.60    | 5         | Gick inte vidare | Gick inte vidare | Gick inte vidare | Gick inte vidare |
| Mariely Sánchez | 200 m      | 23.20 SB | 6         | Gick inte vidare | Gick inte vidare | Gick inte vidare | Gick inte vidare |
| Raysa Sánchez   | 400 m      | 52.47    | 5         | Gick inte vidare | Gick inte vidare | Gick inte vidare | Gick inte vidare |

## Gymnastik

### Artistisk
Damer
| Idrottare    | Gren       | Kval    | Kval    | Kval    | Kval    | Kval   | Kval      | Final            | Final            | Final            | Final            | Final            | Final            |
| Idrottare    | Gren       | Redskap | Redskap | Redskap | Redskap | Totalt | Placering | Redskap          | Redskap          | Redskap          | Redskap          | Totalt           | Placering        |
| Idrottare    | Gren       | F       | V       | UB      | BB      | Totalt | Placering | F                | V                | UB               | BB               | Totalt           | Placering        |
| ------------ | ---------- | ------- | ------- | ------- | ------- | ------ | --------- | ---------------- | ---------------- | ---------------- | ---------------- | ---------------- | ---------------- |
| Yamilet Peña | Fristående | 12.300  | i.u.    | i.u.    | i.u.    | 12.300 | 72        | Gick inte vidare | Gick inte vidare | Gick inte vidare | Gick inte vidare | Gick inte vidare | Gick inte vidare |
| Yamilet Peña | Hopp       | i.u.    | 14.699  | i.u.    | i.u.    | 14.699 | 5 Q       | i.u.             | 14.516           | i.u.             | i.u.             | 14.516           | 6                |

## Judo
Damer
| Idrottare    | Gren                   | Sextondelsfinal      | Åttondelsfinal           | Kvartsfinal          | Semifinal            | Återkval             | Bronsmatch           | Final                | Final            |
| Idrottare    | Gren                   | Motståndare Resultat | Motståndare Resultat     | Motståndare Resultat | Motståndare Resultat | Motståndare Resultat | Motståndare Resultat | Motståndare Resultat | Placering        |
| ------------ | ---------------------- | -------------------- | ------------------------ | -------------------- | -------------------- | -------------------- | -------------------- | -------------------- | ---------------- |
| María García | Halv lättvikt (-52 kg) | BYE                  | Müller (LUX) L 0002–1011 | Gick inte vidare     | Gick inte vidare     | Gick inte vidare     | Gick inte vidare     | Gick inte vidare     | Gick inte vidare |

## Taekwondo
| Idrottare        | Gren             | Åttondelsfinaler      | Kvartsfinaler        | Semifinaer           | Återkval             | Bronsmatch           | Final                | Final            |
| Idrottare        | Gren             | Motståndare Resultat  | Motståndare Resultat | Motståndare Resultat | Motståndare Resultat | Motståndare Resultat | Motståndare Resultat | Placering        |
| ---------------- | ---------------- | --------------------- | -------------------- | -------------------- | -------------------- | -------------------- | -------------------- | ---------------- |
| Gabriel Mercedes | Herrarnas −58 kg | Al-Kubati (YEM) L 3–8 | Gick inte vidare     | Gick inte vidare     | Gick inte vidare     | Gick inte vidare     | Gick inte vidare     | Gick inte vidare |